# Fran Lipah
Fran Lipah, slovenski igralec, publicist, vzgojitelj, režiser in dramatik, * 23. maj 1892, Dobrunje (Ljubljana), † 30. april 1952, Ljubljana. 

## Življenje
Obiskoval je študije na I. državni gimnaziji v Ljubljani in leta 1911  maturiral. Na Dunaju se je vpisal na pravo, a je več časa preživel na gledaliških predstavah kot pa pri predavanjih na fakulteti. Na Dunaju je objavljal ocene dramskih predstav, kmalu pa se je uveljavil kot dramatik. Po koncu služenja vojaškega roka je bil izredni študent na dunajski akademiji za glasbo in gledališko umetnost, 1. avgusta 1921 pa je dobil zaposlitev v ljubljanski drami kot igralec. Deloval je še kot režiser. Predstave so bile solidne, vendar niso dosegale ravni njegovih igralskih stvaritev.

## Delo

### Literarno ustvarjanje
V letu 1910 ali 1911 je napisal delo Stari gospod, v katerem je hotel posnemati stare božične zgodbe. Zatem je leta 1916 v Slovenskem narodu objavil Kralja Matijo Gubca (ki ga je verjetno napisal že v svojih visokošolskih letih), vendar je ta  zaradi vojne cenzure izšel zgolj v odlomkih, leto kasneje pa je pri istem časopisu izdal vojno enodejanko Dopust. 
Pod vplivom simbolizma uporablja privide in sanje in jih vklepa v poetično realistični okvir. Ganljiv in realističen prizor je Gospod poročnik, ki ga je zasnoval v vojnem času, a je izšel šele leta 1929 v Ljubljanskem zvonu. Nasprotna tako po ideji kot izrazu je poetična enodejanka Cvetje bajam, ki je izšla leta 1922 v Ljubljanskem zvonu.
Preizkusil se je tudi v komediji, in sicer s komedijo v treh dejanjih, Glavni dobitek. Nekoliko manj učinkovita, a v dialogu finejša je veseloigra s petjem v treh dejanjih, Mornarska svatba.

### Igralska kariera
Fran Lipah je bil dober odrski igralec. Pokazal se je kot Cankarjev betajnovski župnik, šentflorjanski cerkovnik, Gogoljev Dobčinski, lakaj Firs v Čehovem Češnjevem vrtu, Rostandov sladokusec Ragueneau, Linhartov Zmešnjava (Ta veseli dan ali Matiček se ženi), Mesec v Peterčkovih poslednjih sanjah, dvorni svetnik Balonček v Ubogi Ančki, Mrmolja (Za narodov blagor). Tujih dram ni samo režiral, ampak je v njih tudi nastopal: Polonij v Shakespearjevem Hamletu, Gonzalo v Viharju, Čas v Zimski pravljici, Shylock, pater Lorenzo v Romeu in Juliji, zdravnik v Büchnerjevem Vojčku, Raguenau v Cyranoju, Modest Petrovič v Andrejevem Profesorju Storicinu, Brissot v Življenje je lepo (Achard), Trotter v Koncu poti (Sheriff), Blenkinsop v Shawovem Zdravniku na razpotju, državni tožilec v Karamazovih, preiskovalni sodnik v Zločinu in kazni.

### Dramatika
- Stari gospod (1910 ali 1911) – ostal v rokopisu
- Kralj Matija Gubec (1916)
- Dopust (1917)
- Cvetje bajam (1922)
- Otroci se igrajo (1926)
- Gospod poročnik (1929)
- Glavni dobitek (1930) (COBISS)
- Krvnik Mavsar (1933)
- Mornarska svatba - letnica izida ni znana
- Gledališke zgodbe (1938) (COBISS)

### Druge objave
- »Kralj na Betajnovi« v Narodnem gledališču (1919) dLib
- Opombe k notranji režiji (1924) dLib
- Cirila Škerlj - Medvedova (1925) (COBISS)
- Avgusta Danilova (1926) (COBISS)
- Marija Nablocka bi rada malo več igrala: Ivan Rogoz o tragiki gledaliških igralcev in o njihovem ustvarjanju: Fran Lipah si želi večjih vlog, kot je njegov filozof v "Pravkar izšlo" (1929) (COBISS)
- 100 letnica rojstva Simona Jenka (1935) (COBISS)
- Odmor; Shakespeare, Hamlet, III. dej. 4. prizor (1940) dLib
- Ob tridesetletnici smrti Ignacija Borštnika (1949) (COBISS)
- Gledališka zmes (1959) - izbral in uredil Janko Traven (COBISS)
- Anekdote (1993) (COBISS)